# Europamästerskapen i friidrott 2024 – Herrarnas 110 meter häck
Herrarnas 110 meter häck vid europamästerskapen i friidrott 2024 avgjordes mellan den 7 och 8 juni 2024 på Olympiastadion i Rom i Italien.
Guldet togs av italienske Lorenzo Simonelli efter ett lopp på 13,05 sekunder, vilket blev ett nytt europaårsbästa. Silvret togs av spanske Enrique Llopis och bronset togs av schweiziske Jason Joseph.

## Rekord
| Rekord inför EM 2024 | Rekord inför EM 2024  | Rekord inför EM 2024 | Rekord inför EM 2024 | Rekord inför EM 2024 |
| -------------------- | --------------------- | -------------------- | -------------------- | -------------------- |
| Världsrekord         | Aries Merritt (USA)   | 12,80                | Bryssel, Belgien     | 7 september 2012     |
| Europarekord         | Colin Jackson (GBR)   | 12,91                | Stuttgart, Tyskland  | 20 augusti 1993      |
| Mästerskapsrekord    | Colin Jackson (GBR)   | 13,02                | Budapest, Ungern     | 22 augusti 1998      |
| Världsårsbästa       | Grant Holloway (USA)  | 13,03                | Eugene, USA          | 25 maj 2024          |
| Europaårsbästa       | Michael Obasuyi (BEL) | 13,20                | Montgeron, Frankrike | 19 maj 2024          |

## Program
Alla tider är lokal tid (UTC+1)
| Datum       | Tid   | Omgång      |
| ----------- | ----- | ----------- |
| 7 juni 2024 | 10:40 | Försöksheat |
| 8 juni 2024 | 20:38 | Semifinaler |
| 8 juni 2024 | 22:18 | Final       |

## Resultat

### Försöksheat
De 14 snabbaste friidrottarna 0q0 gick vidare till semifinalerna. De 10 högst rankade friidrottarna fick starta i semifinalerna och behövde inte delta i försöksheaten.
Vind:
Heat 1: +0,9 m/s, Heat 2: +0,1 m/s, Heat 3: -1,3 m/s
| Placering | Heat | Bana | Namn                    | Nationalitet  | Tid   | Noteringar |
| --------- | ---- | ---- | ----------------------- | ------------- | ----- | ---------- |
| 1         | 1    | 5    | Jakub Szymański         | Polen         | 13,53 | 0q0        |
| 2         | 1    | 3    | Enzo Diessl             | Österrike     | 13,56 | 0q0        |
| 3         | 2    | 7    | Elie Bacari             | Belgien       | 13,61 | 0q0        |
| 4         | 1    | 8    | Filip Jakob Demšar      | Slovenien     | 13,67 | 0q0        |
| 5         | 1    | 9    | Tim Eikermann           | Tyskland      | 13,69 | 0q0        |
| 6         | 1    | 2    | Timme Koster            | Nederländerna | 13,70 | 0q0, 0SB0  |
| 7         | 1    | 4    | Hassane Fofana          | Italien       | 13,70 | 0q0, 0SB0  |
| 8         | 2    | 5    | Mikdat Sevler           | Turkiet       | 13,72 | 0q0        |
| 9         | 2    | 2    | Romain Lecoeur          | Frankrike     | 13,75 | 0q0        |
| 10        | 3    | 8    | Manuel Mordi            | Tyskland      | 13,78 | 0q0        |
| 11        | 3    | 2    | Krzysztof Kiljan        | Polen         | 13,78 | 0q0        |
| 12        | 1    | 7    | Orlando Ortega          | Spanien       | 13,79 | 0q0        |
| 13        | 2    | 4    | Bálint Szeles           | Ungern        | 13,81 | 0q0        |
| 14        | 2    | 8    | Santeri Kuusiniemi      | Finland       | 13,84 | 0q0        |
| 15        | 2    | 3    | Nicolò Giacalone        | Italien       | 13,86 |            |
| 16        | 3    | 7    | Alin Ionuț Anton        | Rumänien      | 13,90 |            |
| 17        | 3    | 4    | Vladimir Vukicevic      | Norge         | 13,93 |            |
| 18        | 2    | 6    | Kevin Sánchez           | Spanien       | 13,95 |            |
| 19        | 3    | 9    | Mathieu Jaquet          | Schweiz       | 14,00 |            |
| 20        | 3    | 5    | Konstantinos Douvalidis | Grekland      | 14,04 |            |
| 21        | 1    | 6    | Dániel Eszes            | Ungern        | 14,09 |            |
| 22        | 3    | 6    | Elmo Lakka              | Finland       | 14,10 |            |
| 23        | 2    | 9    | Max Hrelja              | Sverige       | 0DNF0 |            |
| 23        | 3    | 3    | Job Geerds              | Nederländerna | 0DNF0 |            |

### Semifinaler
De två första i varje heat 0Q0 samt de två snabbaste tiderna 0q0 kvalificerade sig för finalen.
Vind:
Heat 1: 0,0 m/s, Heat 2: 0,0 m/s, Heat 3: +0,5 m/s
| Placering | Heat | Bana | Namn               | Nationalitet   | Tid   | Noteringar |
| --------- | ---- | ---- | ------------------ | -------------- | ----- | ---------- |
| 1         | 3    | 4    | Lorenzo Simonelli* | Italien        | 13,20 | 0Q0, 0=EB0 |
| 2         | 3    | 5    | Enrique Llopis*    | Spanien        | 13,22 | 0Q0, 0PB0  |
| 3         | 1    | 6    | Asier Martínez*    | Spanien        | 13,29 | 0Q0, 0=SB0 |
| 4         | 1    | 5    | Michael Obasuyi*   | Belgien        | 13,31 | 0Q0        |
| 5         | 2    | 6    | Jason Joseph*      | Schweiz        | 13,35 | 0Q0, 0=SB0 |
| 6         | 2    | 5    | Raphaël Mohamed*   | Frankrike      | 13,37 | 0Q0        |
| 7         | 2    | 7    | Damian Czykier*    | Polen          | 13,44 | 0q0        |
| 8         | 2    | 8    | Elie Bacari        | Belgien        | 13,44 | 0q0, 0PB0  |
| 9         | 1    | 3    | Romain Lecoeur     | Frankrike      | 13,47 |            |
| 9         | 3    | 7    | Milan Trajkovic*   | Cypern         | 13,47 | 0SB0       |
| 11        | 1    | 9    | Filip Jakob Demšar | Slovenien      | 13,59 | 0PB0       |
| 12        | 2    | 9    | Tim Eikermann      | Tyskland       | 13,62 |            |
| 13        | 2    | 2    | Orlando Ortega     | Spanien        | 13,64 |            |
| 14        | 3    | 8    | Mikdat Sevler      | Turkiet        | 13,68 |            |
| 15        | 1    | 4    | Manuel Mordi       | Tyskland       | 13,70 |            |
| 15        | 2    | 3    | Hassane Fofana     | Italien        | 13,70 |            |
| 17        | 2    | 4    | Enzo Diessl        | Österrike      | 13,71 |            |
| 18        | 1    | 2    | Timme Koster       | Nederländerna  | 13,72 |            |
| 19        | 1    | 7    | Tade Ojora*        | Storbritannien | 13,76 |            |
| 20        | 3    | 9    | Bálint Szeles      | Ungern         | 13,83 |            |
| 21        | 3    | 2    | Santeri Kuusiniemi | Finland        | 13,84 | qR         |
| 22        | 3    | 6    | Mark Heiden*       | Nederländerna  | 24,42 |            |
| 24        | 1    | 8    | Krzysztof Kiljan   | Polen          | 0DNF0 |            |
| 24        | 3    | 3    | Jakub Szymański    | Polen          | 0DSQ0 |            |

*Friidrottare som fick starta mästerskapet i semifinalen

### Final
Vind: +0,6 m/s
| Placering | Bana | Namn               | Nationalitet | Tid   | Noteringar |
| --------- | ---- | ------------------ | ------------ | ----- | ---------- |
| 1         | 5    | Lorenzo Simonelli  | Italien      | 13,05 | 0EB0       |
| 2         | 7    | Enrique Llopis     | Spanien      | 13,16 | 0PB0       |
| 3         | 6    | Jason Joseph       | Schweiz      | 13,43 |            |
| 4         | 3    | Raphaël Mohamed    | Frankrike    | 13,45 |            |
| 4         | 4    | Asier Martínez     | Spanien      | 13,45 |            |
| 6         | 8    | Michael Obasuyi    | Belgien      | 13,46 |            |
| 7         | 1    | Santeri Kuusiniemi | Finland      | 13,84 |            |
| 9         | 9    | Damian Czykier     | Polen        | 0DNF0 |            |
| 9         | 2    | Elie Bacari        | Belgien      | 0DSQ0 |            |